# 博品館劇場
銀座博品館劇場（ぎんざ はくひんかんげきじょう、英語：HAKUHINKAN THEATER）は、東京都中央区銀座八丁目にある玩具店博品館8階に併設された中劇場である。小規模のミュージカル公演の他、落語、コンサート、ダンス公演などにも使用されている。

## 概略
博品館が創業80年を記念して1978年に現在のビルを建築した際に併設された。
宮本亜門デビュー作の『アイ・ガット・マーマン』やTHE CONVOYの『ザ・コンボイショウ』を基点にメジャーになった作品も公演されている。